# Vinyasa
Vinyasa (sanskrit ungefär att placera på ett särskilt sätt) är en yogaterm som syftar på att kroppspositioner och andning ska samordnas. Ordet kan även användas för att beskriva en specifik kombination av positioner  som ofta används under en klass vinyasa-yoga, nämligen Chaturanga till Uppåtgående hund till Nedåtgående hund.

## Bakgrund
Begreppet myntades av Sri Tirumalai Krishnamacharya och är en sammansättning av två ord på sanskrit, nyasa (placera), och vi (på ett speciellt sätt). De två orden tillsammans, vinyasa, betyder ungefär "att placera på ett speciellt sätt".

## Särdrag
Kännetecknande för begreppet är att varje del i utövandet av den fysiska yogan, asana, skall utföras i sitt rätta sammanhang, såväl fysiskt som mentalt. Tanken är att vinyasa-yoga består av ett flöde där rörelser och andning samverkar.

## Utbredning
Vinyasa används främst i de traditioner som har sitt upphov i Krishnamacharyas arbete med att återupptäcka och lära ut yoga enligt Patanjali. Ashtanga-yoga, Power-yoga och Vinyasa-yoga är exempel på yogastilar som använder vinyasa-begreppet.[källa behövs]